# Huzi
Huzi è una circoscrizione rurale (rural ward) della Tanzania situata nel distretto di Chamwino, regione di Dodoma. Conta una popolazione di 7 589 abitanti (censimento 2012).